# Zeche Neu-Cöln
Die Zeche Neu-Cöln war ein Steinkohlen-Bergwerk in Essen-Borbeck.

## Geschichte
Nachdem im Raum von Borbeck bereits einige Schürfgesellschaften fündig geworden waren, begann der 1847 gegründete Kölner Bergwerks-Verein im Bereich des heutigen Essener Nordens mit dem Erschließen größerer Grubenfelder.
1849 wurden mehrere Grubenfelder im Gebiet zwischen Borbeck und Dellwig unter dem Namen Gewerkschaft Neu-Cöln zusammengefasst. 1852 wurde mit dem Abteufen des ersten Schachtes begonnen, der 1855 in Betrieb ging und mit einem Malakowturm und einer Fahrkunst ausgestattet wurde. Ab 1860 wurde eine untertägige Verbindung mit der benachbart entstandenen Zeche Christian Levin aufgefahren. 1867 erfolgte ein Wassereinbruch, der die Förderung zum Erliegen brachte und die Zeche absaufen ließ. Die Schachtanlage wurde gestundet.
1870 gründete die Kölner Bergwerks-Verein AG im Konsortium mit einigen Essener Investoren um Friedrich Grillo die Gewerkschaft König Wilhelm, benannt nach dem damaligen preußischen König und späteren Kaiser Wilhelm I. In dieser Gewerkschaft wurden die Zeche Neu-Cöln und die seinerzeit nach Wassereinbrüchen stillliegende Zeche Christian Levin als gemeinsame Grubendirektion mit zwei Förderanlagen geführt. Hierdurch bürgerte sich auch die Benennung Zeche König Wilhelm im Sprachgebrauch ein. Zunächst konnte Neu-Cöln bis 1871 gesümpft werden und die Förderung wieder aufnehmen.
Nach Umwandlung der Gewerkschaft in eine Aktiengesellschaft namens Essener Bergwerksverein König Wilhelm AG wurde die Wiederherstellung beider Schachtanlagen vorangetrieben. Die Zeche Neu-Cöln wurde zunächst als einzige Förderanlage betrieben. Ab 1872 ging die Zeche Christian Levin nach Sümpfung ebenfalls wieder in Betrieb.
In den Folgejahren waren es wiederholte Sümpfungs- und Aufwältigungsarbeiten an der Zeche Christian Levin, die das Kapital schwächten und den weitergehenden Ausbau der Schachtanlagen verlangsamten. 1891 erhielt Schacht Neu-Cöln ein eingezogenes Fördergerüst auf den Malakowturm aufgesetzt. 1906 wurde eine Kokerei angeblasen. Von 1922 bis 1926 wurde neben Schacht 1 der neue Schacht Neu-Cöln 2 abgeteuft, der die Förderung übernahm.

## Stilllegung
Bedingt durch die Weltwirtschaftskrise wurden die Förderanlagen der Zeche König Wilhelm auf einige leistungsfähige Schachtanlagen zusammengefasst. Nach Errichtung eines neuen Förderschachtes auf Christian Levin wurde 1931 die Förderung auf Neu-Cöln eingestellt. Die Kokerei wurde ebenfalls stillgelegt.
Die Schächte Neu-Cöln blieben erhalten und wurden der Zeche Christian Levin als Wetter- und Seilfahrtschachtanlage zugeschlagen. Nach Aufgabe des Baufeldes Christian Levin durch die Zeche Sälzer-Amalie 1960 wurden die beiden Schächte verfüllt und die Förderanlagen abgebrochen.

## Heutiger Zustand
Nach Abbruch der Tagesanlagen wurde das Gelände an der heutigen Neu-Straße durch Gewerbeansiedlungen überbaut. Direkt ist kein Gebäude mehr der ursprünglichen bergbaulichen Nutzung zuzuordnen.